# 国民銀行
株式会社国民銀行（こくみんぎんこう）は、かつて日本に存在した第二地方銀行。本店は東京都千代田区に置いていた。通称「こくぎん」。

## 概要
1953年6月19日、中小企業金融の拡充のため株式会社国民相互銀行（登記上の商号は國民相互銀行）として設立。当初から無尽会社ではなく相互銀行として発足した。発足から間もない1954年5月21日、五島慶太率いる東京急行電鉄が資本参加。東急グループ傘下となった。1971年に東急グループ2代目である五島昇が海外事業における整理資金捻出のため、父・慶太を恩人として敬愛していた小佐野賢治を訪ね、国民相互銀の株式の引き取りを申し入れた。小佐野はその要請を快諾し五島から株式を引き取った。小佐野の死去後、株式は社主を務めていた国際興業に移動。さらに同社社長に就任した実弟の小佐野政邦が国民相互銀会長におさまった。歴代頭取は国際興業のメインバンクであった三和銀行から迎えていた。1989年に、第二地銀に転換して国民銀行と改称した。
金融当局は国民銀が国際興業グループと資本・人的に密接に相互関係を持ち、グループに融資を集中させる機関銀行となることを警戒していた。
店舗は東急との関係から城南地区、国際興業との関係から城北地区や甲府市・埼玉県鳩ヶ谷市（現：川口市）に構え、さらに東京証券取引所への上場も構想していた。

## 経営破綻
1998年末に、国民銀は国際興業グループを対象に25億円の第三者割当増資を実施した上で、自己資本を改善する計画を立てた。しかし、同年9月末時点において、712億円の債務超過に陥っているとの検査結果を金融監督庁から受け取った。この事態から信用不安が生まれ、取り付け騒ぎの事態となり預金が流出した。1999年4月11日に国民銀は金融再生委員会（金融庁へ統合）に「金融再生法に基づく管理を命ずる処分」に基づき、破綻を申し出て、自主再建を断念した。この年には第二地銀の経営破綻が相次いだが、国民銀が最初の破綻となった。
2000年8月に国民銀は八千代銀行（現・きらぼし銀行）へ営業譲渡され、同時に八千代銀は預金保険機構から1835億円の贈与と共に、同行初となる350億円の公的資金の注入を受け入れた。同年10月31日付で国民銀は営業譲渡の成立に伴い解散。9年後の2009年9月18日には清算も結了し、完全消滅した。
営業譲渡によって重複する店舗（常盤台など）は非譲渡となった。なお旧本店営業部ビルには八千代銀神田支店が設置されていたが、サンケイビルによる建て替え工事のため取り壊された。新ビル「S-GATE大手町北」は2017年5月1日竣工し、八千代銀神田支店は同年5月22日から同ビル2階で営業を開始した。

### カミパレス案件
破綻の要因として、カラオケボックス運営会社「カミパレス株式会社（ドレミファクラブ）」（東京都三鷹市）に対して90億円を上回る不正融資が挙げられている。同社は1980年代に石川さゆりの個人事務所が立ち上げた事業であった（会社設立は1987年4月18日）が、後に実業家の種子田益夫が関与することになる。もともと収益の見通しがつかない状況下で、1997年から充分な担保を設定せず、銀行頭取の承認と石川の連帯保証を得て迂回融資を行い、銀行へ損失を与えたのである。
カミパレスは1999年10月20日に破産宣告。同年11月頃より石川の『第50回NHK紅白歌合戦』出場が危ぶまれているとワイドショーや週刊誌などで挙って取り上げられたが、最終的には問題なしと判断され、例年通り出場となった。
この案件で、銀行旧経営陣と種子田・石川（連帯保証による）らは、不良債権を承継した整理回収機構より損害賠償訴訟を提起され、2002年に東京地裁で経営陣に対しては総額20億円、2003年に種子田に約52億円、石川に2億2千万円の支払を命じられた。石川については整理回収機構が不当として控訴を行うと共に、1992年に新築した豪邸を一時期差し押さえられたが、約10億円の賠償で決着された。
破綻時の頭取は特別背任罪に問われ、2002年の1審の東京地裁で懲役2年6ヶ月の実刑判決となったが、2004年の2審の東京高裁で、懲役3年・執行猶予5年の有罪判決（実質的に減刑）が確定した。